# Geostachys angustifolia
Geostachys angustifolia är en enhjärtbladig växtart som beskrevs av Kai Larsen. Geostachys angustifolia ingår i släktet Geostachys och familjen Zingiberaceae. Inga underarter finns listade i Catalogue of Life.